# Moby Grape (album)
Az 1967-es Moby Grape a Moby Grape debütáló nagylemeze. Szerepel az 1001 lemez, amit hallanod kell, mielőtt meghalsz című könyvben. A lemez felkerült a Rolling Stone magazin 2012-ben összeállított, 500 legjobb nagylemezt felsoroló listájára a 124. helyen.

## Az album dalai
| 1. | Hey Grandma         | Jerry Miller, Don Stevenson | 2:25 |
| 2. | Mr. Blues           | Bob Mosley                  | 1:55 |
| 3. | Fall on You         | Peter Lewis                 | 1:50 |
| 4. | 8:05                | Miller, Stevenson           | 2:17 |
| 5. | Come in the Morning | Mosley                      | 2:04 |
| 6. | Omaha               | Skip Spence                 | 2:19 |
| 7. | Naked, If I Want To | Miller                      | 0:51 |

| 1. | Someday               | Miller, Stevenson, Spence | 2:30 |
| 2. | Ain't No Use          | Miller, Stevenson         | 1:33 |
| 3. | Sitting by the Window | Lewis                     | 2:38 |
| 4. | Changes               | Miller, Stevenson         | 3:13 |
| 5. | Lazy Me               | Mosley                    | 1:39 |
| 6. | Indifference          | Spence                    | 4:09 |

## Helyezések

### Album
| Év   | Lista                | Helyezés |
| ---- | -------------------- | -------- |
| 1967 | Billboard Pop albums | 24       |

### Kislemezek
| Év   | Kislemez | Lista                 | Helyezés |
| ---- | -------- | --------------------- | -------- |
| 1967 | Omaha    | Billboard Pop Singles | 88       |

## Közreműködők
- Peter Lewis – ritmusgitár, ének
- Bob Mosley – basszusgitár, ének
- Jerry Miller – szólógitár, ének
- Skip Spence – ritmusgitár, ének
- Don Stevenson – dobok, ének